# Ох, дивљино
Ох, дивљино је југословенски ТВ филм из 1967. године. Режирала га је Огњенка Милићевић а сценарио је написан по делу Јуџин О'Нила.

## Улоге
| Глумац             | Улога |
| ------------------ | ----- |
| Неда Арнерић       |       |
| Милан Лане Гутовић |       |
| Сима Јанићијевић   |       |
| Оливера Марковић   |       |
| Васа Пантелић      |       |
| Душко Стевановић   |       |
| Танасије Узуновић  |       |